# 남일우 (축구 선수)
남일우(한국 한자: 南溢祐, 1989년 8월 28일 ~ )는 대한민국의 전직 축구 선수이다. 현역 시절 포지션은 공격수였다.